# 学納金返還訴訟
学納金返還訴訟（がくのうきんへんかんそしょう）とは、学校（主として大学）に合格後、いったん支払った学納金（入学金、授業料など）を、その学校を入学辞退した後に返還請求する訴訟のことである。
多くの場合、合格者が入学辞退する理由が他大学合格であり、入学辞退の届出は4月1日より前に提出されている。しかし、学則などで「いったん納入された学納金は、いかなる理由であろうと返還しない」という趣旨のことが定められていたため、学納金の返還を求めて訴訟が起されたものである。
このような訴訟は以前からあったが、消費者契約法の施行前は、学納金の返還を一切認めない判決が支配的であり、ごく一部の判決で入学金以外の部分（授業料、施設費等）についての返還を認める判決があるに過ぎなかった。
消費者契約法の施行後、2006年11月27日、最高裁による判決が出された。最高裁判決を端的にいえば、入学金は返還不要、授業料等は原則3月31日までに辞退を申し入れれば全額返還すべきという判決が出されている。

## 最高裁判決の要旨
消費者契約法施行以降の入試に関する訴訟の場合
入学金は返還義務なし
入学金は「入学できる地位の対価」であり、入学辞退者であってもその地位を得ているため
もっとも「不相当に高額な場合」など、他の要素の性質を入学金がもっている場合は返還の余地がある
医学系歯学系においては他の系統の大学と比べ相当高額であっても、公序良俗に反しない。
授業料、施設費、諸会費等は返還義務あり
授業料が単位（科目）あたりで定められている場合は、その単位（科目）ごとに辞退の場合は、その額の返還義務あり
「授業の受講や施設の使用に対する対価」であり、入学していない以上は辞退による損害を学校側が受けておらず、実害を超える賠償を禁止する消費者契約法に反するため（ただし、入学年度が始まる4月1日より前に入学辞退を申し出た場合に限る。もっとも、要項等に「入学式に欠席した者は辞退したものとして取り扱う」旨記載等がある場合は、入学式に欠席することにより返還を求めることができる）。
AO入試などの専願入試の場合は、他の入学試験等によって通常容易に別の入学者が確保できる時期（具体的な時期については高裁に差し戻して審理させた）まで入学辞退を申し出れば授業料等は返還されるが、それ以後は返還されない。
辞退の申し出は仮に入学試験要項で書面によるものと規定していても、口頭で行っても有効。
なお、消費者契約法施行（2001年4月）以前の入試（2001年度入試以前）に関する訴訟の場合は、実害を超える賠償を請求する事を禁止する法律がないため、入学金、授業料、施設費等、全てに関して返還義務はないとした。医学系や歯学系における相当高額な授業料等の不返還特約も一般には有効と解される。
ちなみに、不当利得返還請求の時効は10年と解されているので、2002年度入試以降で支払った授業料等の不当利得返還請求権は、最高裁判決が出た2006年時点では時効は到来していなかったと思われるため、この判決を受けて返還訴訟を提起しても間に合う可能性があった。
以下は、最高裁判決前の判決の傾向について述べられたものである。

## 消費者契約法施行後の判決の傾向
消費者契約法施行後、入学金の返還は認めないが入学金以外の部分（授業料、施設費等）についての返還を認める判決が相次いで出ている。
重要と思われる内容を以下に記載するが、全ての学納金返還訴訟でこのようなことが争われたわけではない。

### 入学金の返還について
多くの判決では、入学金は「入学できる地位の対価」（「入学権利金」）としている。少数ながら、入学金は、｢入学権利金」と入学準備行為の対価とした判決もある。どちらであれ、入学金を支払って「入学できる地位」を取得した時点で、返還請求できなくなる。
なお、学校側は、以下のような理由で返還請求できないと主張していた。
- 入学辞退は一方的な権利の放棄である。
- 学納金を返還しないことは一義的で周知のことである。
- 入学辞退で学校が卒業までの学費相当分の損害を受ける。

### 入学金以外の学納金の返還について
判決は、共通して、入学金以外の学納金（授業料、施設費等）は、教育役務等を受ける対価としており、入学辞退するということは教育役務等を受けないことなので、返還されるべきものであるとしている。
また、例外的であるが、入学金の返還を認めた判決では入学金を含めた学納金を教育役務等を受ける対価としている。
学校側の返還請求できないとする理由は、入学金と同様である。

### 在学契約に対する消費者契約法の適用の有無について
在学契約は、学校が学生に対して教育を受ける機会や施設の利用権を与える。学生は、その対価を学校に支払うという契約である。
判決は、共通して、在学契約には消費者契約法の適用があるとしている。
学校側は、以下のような理由で「消費者契約法の適用がない」と主張している場合もあるが、そのような主張は判決で退けられている。 
- 消費者契約法が適用されるのは、消費者と事業者との間で情報の質および量、交渉力の格差がある場合である。学納金を返還しないのは周知の事実であり、返還しないことは画一的であるので交渉力を問題とする余地もない。
- 消費者契約法が適用されるのは「消費」という概念が必要である。ところが、学生は、大学において教員とともに学問研究するのであり、単に「教育役務」を「消費」するのではない。
- 契約の主要目的に関する条項又は権利・役務の対価に関する条項は、自己責任下で市場取引において決定されるべきで、国家の介入は抑制されるべきである。よって、これらの条項は消費者契約法　第10条でいう「消費者の利益を一方的に害するものは、無効とする」の対象とすべきではない。

### 「損害賠償の額の予定、違約金を定める条項」と「平均的な損害」について
消費者契約法によると
「当該消費者契約の解除に伴う損害賠償の額を予定し、又は違約金を定める条項であって、これらを合算した額が、当該条項において設定された解除の事由、時期等の区分に応じ、当該消費者契約と同種の消費者契約の解除に伴い当該事業者に生ずべき平均的な損害の額を超えるもの　当該超える部分」
が無効となる。（第9条1号）
入学辞退に伴い、学校側に損害が生じるとすると、その「平均的な損害」はどの程度であり、学校側が返還しないと主張する学納金との関係が、どうなるのかが問題になってくる。
判決は、共通して「平均的な損害」は認めていない。
学校側は、以下のような主張をしていることが多い。
- 合格者が辞退すると、授業料等の収入が減少する。
- 定員を割り込むと、国庫補助金が減額や不支給となる。

学校側からの、そのような主張は、
- このようなことを充分に承知して合格者数を決めている。
- その収入減少のリスクは入学金で吸収すべきである。
- 中途退学者に卒業に至るまでの学費を負担させないので、合格者の辞退の場合に「損害」を主張するのは失当である。

といった理由で退けられている。
また、「平均的な損害」ついて主張しないこともある。「損害」を主張してもしなくても、学校側に「平均的な損害」は認められない趣旨で判決は共通している。

## 主要な判例

### 最高裁判例
平成18年11月27日第二小法廷判決　平成17年(受)第1158号,第1159号 不当利得返還請求事件
平成18年11月27日第二小法廷判決 平成17年(オ)第886号 不当利得返還請求事件
- 消費者契約法9条1号は、憲法29条に違反しない

平成18年11月27日第二小法廷判決 平成18年(受)第1130号 不当利得返還請求事件
- 大学の入学試験に合格し、納付済みの授業料等の返還を制限する旨の特約のある在学契約を締結した者が、同大学の職員から入学式に出席しなければ入学辞退として取り扱う旨告げられ、入学式に欠席した場合において、同大学が同特約が有効である旨主張することは許されないとされた事例

平成18年11月27日第二小法廷判決 平成17年(受)第1437号、第1438号 学納金返還請求事件
- 1 大学の入学試験の合格者と当該大学との間の在学契約における納付済みの授業料等を返還しない旨の特約の公序良俗違反該当性
- 2 私立医科大学の平成13年度の入学試験に合格し、同大学との間で納付済みの授業料等を返還しない旨の特約の付された在学契約を締結した者が、同契約を解除した場合において、同特約は公序良俗に反しないなどとして、授業料等の返還請求が棄却された事例

平成18年11月27日第二小法廷判決 平成16年(受)第2117号、第2118号 学納金返還請求事件
- 1 入学手続要項等に入学式を無断欠席した場合には入学を辞退したものとみなす等の記載がある大学の入学試験の合格者が当該大学との間で在学契約を締結した場合における入学式の無断欠席と在学契約の解除
- 2 入学手続要項等に入学式を無断欠席した場合には入学を辞退したものとみなす等の記載がある大学の入学試験の合格者と当該大学との間の在学契約における納付済みの授業料等を返還しない旨の特約に対する消費者契約法9条1号の適用の効果

### 消費者契約法施行前の事件
学納金の一切の返還を認めない判例
- H15.11.7 大阪地方裁判所 平成14年（ワ）第9608号 学納金返還請求事件
- H15.10.9 大阪地方裁判所 平成14年（ワ）第9609号 学納金返還請求事件
- H15.9.19 大阪地方裁判所 平成14年（ワ）第9615号 学納金返還請求

入学金の返還は認めないが入学金以外の部分（授業料、施設費等）についての返還を認める判例
- H16.9.10 大阪高等裁判所 平成15年（ネ）第3707号 学納金返還請求控訴事件
- H16.9.10 大阪高等裁判所 平成16年（ネ）第21号 学納金返還請求控訴事件

### 消費者契約法施行後の事件
入学金の返還は認めないが入学金以外の部分（授業料、施設費等）についての返還を認める判例
- H15.12.26 大阪地方裁判所 平成14年（ワ）第6375号等 学納金返還請求事件
- H15.10. 6 大阪地方裁判所 平成14年（ワ）第6374号、同第9624号 学納金返還請求事件
- H16. 2.18 岡山地方裁判所 平成14年（ワ）第1058号 学納金返還請求
- H15.11. 7 大阪地方裁判所 平成14年（ワ）第9633号 学納金返還請求事件
- H15.11. 7 大阪地方裁判所 平成14年（ワ）第6370号 学納金返還請求事件
- H15.12.24 京都地方裁判所 平成14年（ワ）第1814号 学納金返還請求事件
- H15.11.27 京都地方裁判所 平成14年（ワ）第1815号、同第2661号、平成15年（ワ）第990号 学納金返還請求事件
- H15.10.16 大阪地方裁判所 平成14年（ワ）第6377号 学納金返還請求事件

全ての学納金についての返還を認める判例
- H15. 7.16 京都地方裁判所 平成14年（ワ）第1789号 学納金（入学金）返還請求事件

以上の判例は、最高裁判所のHPより。